# Manuel Carizza

a Compétitions nationales et continentales officielles uniquement.

b Matchs officiels uniquement.
Dernière mise à jour le 26 avril 2020.
Manuel Nicolás Carizza, né le 23 août 1984 à Rosario, est un international argentin de rugby à XV, évoluant au poste de deuxième ligne (2,02 m pour 120 kg). Après avoir débuté en Argentine, il effectue une grande partie de sa carrière en France, au Biarritz olympique, puis au Racing Métro 92, avant de rejoindre l'Afrique du Sud, évoluant avec les Stormers en Super 15 et avec la Western Province en Currie Cup. En 2015, il retrouve la France pour évoluer avec le Racing 92.

## Biographie

### Carrière internationale
Manuel Carizza a connu 46 sélections en équipe d'Argentine. Il fait ses débuts le 4 décembre 2004 contre l'équipe d'Afrique du Sud.

## Palmarès

### En club
- Vainqueur du Challenge européen : 2012
- Champion de France de rugby : 2006 et 2016.
- Finaliste de la Coupe d'Europe de rugby à XV en 2006, 2010, et 2016.

### En équipe nationale
Au 31 juillet 2015, Manuel Carizza compte 46 sélections avec l'équipe d'Argentine, dont 36 en tant que titulaire, depuis son premier match disputé le 4 décembre 2004 à Buenos Aires contre l'Afrique du Sud. Il inscrit cinq points, un essai.
Il participe à une édition de la coupe du monde, en 2011 où il dispute quatre rencontres, face à l'Angleterre, la Roumanie, l'Écosse et la Nouvelle-Zélande.
Il participe également à des rencontres non comptabilisées comme cape, face à Afrique du Sud A en 2004, face aux Lions britanniques et irlandais en 2005 et aux Barbarians français en 2007.
Il compte également des sélections avec moins de 19 ans en 2002-2003 et avec les moins de 21 ans en 2004-2005.